# Università statale di Stavropol'
L'Università statale di Stavropol' (SGU o StavGU, in russo Ставропо́льский госуда́рственный университе́т?, Stavropol'skij gosudarstvennyj universitet) è stato un ente di istruzione accademica russo situato a Stavropol'. Precedentemente noto come Istituto pedagogico statale di Stavropol', nel 2012 è stato inglobato nell'Università federale nordcaucasica.

## Struttura
- Facoltà di lingue romanze e germaniche
- Facoltà di medicina, biologia e chimica
- Facoltà di geografia
- Facoltà di storia
- Facoltà di psicologia
- Facoltà di cultura fisica
- Facoltà di lettere e giornalismo
- Facoltà di fisica e matematica
- Facoltà di arte
- Facoltà di economia
- Facoltà di legge
- Facoltà di formazione continua